# غيتيون

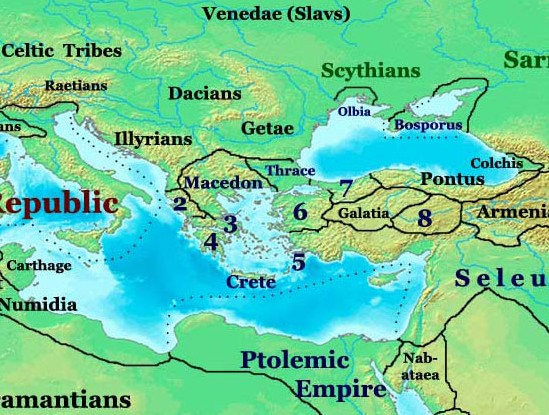
خارطة لأوروبا الشرقية عام 200 قبل الميلاد تظهر شعوب الغيتون مستوطنة شمال نهر الدانوب.

الغيتيون أو القوط الشرقيون (لاتيني : getae ; Γέτης، روسي : Геты، بلغاري : Гети) هم شعوب محاربة من الأصل التراقي استوطنت ضفاف نهر الدانوب في العام 339 ق.م. يقول عنهم المؤرخ الإغريقي هيرودوت : «الغيتيون هم الأكثر رجولة والأكثر تجرداً وإنصافاً بين التراقيين».
أثناء حملة داريوس الأول عام 513 ق.م. تحدى الغيتيون سلطة الحاكم الفارسي ولكنه هزمهم كما هزم باقي القبائل التراقية على الضفة اليمنى لنهر الدانوب.
بعد التخلص من الحكم الفارسي أصبح الغيتيون علي يمين نهر الدانوب جزءاً من إمبراطورية الأودريسيون المملكة الأودراسية حتى أخضعهم فيليب الثاني لحكم المقدونيين في العام 340 ق.م.
دفع احتلال مناطق الغيتين جنوب النهر من طموحات المقدونيين للسيطرة على مناطق الغيتيين في شمال النهر إلى الأمام، لكن محاولات الإسكندر المقدوني المتوالية في العام 327 ق.م. والعام 335 ق.م. باءت جميعاً بالفشل كما لم تلقَ محاولة جنراله ليزماكوس Lysimachus من بعده في العام 310 ق.م. نجاحاً.
على مدى التاريخ، خلط بعض المؤرخين ما بين الغيتيون (القوط الشرقيون) والغوتيون أو قبائل القوط الغربيون وهي قبائل جرمانية شرقية أرجح المؤرخون أنهم قدموا من إسكندنافيا إلى وسط وجنوب شرق القارة الأوروبية